# Église Saint-Laurent d'Arbent
Pour les articles homonymes, voir Église Saint-Laurent.
L'église Saint-Laurent est une église située à Arbent dans le département de l'Ain. Elle est la propriété de la commune.

## Protection
L'église fait l’objet d’une inscription au titre des monuments historiques depuis le 7 juin 1988.